# Jean Adrien Piron
Pour les articles homonymes, voir Piron.
Jean Adrien Piron, né le 22 juin 1790 à Paris où il est mort le 19 mai 1850, est un général français.

## Biographie
Il est le fils de l’architecte François-Joseph Piron et Marie-Louise-Charlotte Lefebvre.
Il est le frère de l’architecte Pierre-Camille Piron, l’architecte du théâtre de la Porte Saint-Antoine (théâtre Beaumarchais).
Il sortit de l'École polytechnique en 1809, pour passer à l'École d'application de l'artillerie et du génie de Metz, et fut admis dans l'artillerie en octobre 1810.
Constamment employé aux armées jusqu'à la paix, il servit d'abord en Portugal, se trouva aux batailles d'Almeida, de Salamanque et de Vittoria, et fut grièvement blessé dans chacune, de ces deux dernières affaires. Décoré par l'Empereur le 25 février 1814, pour sa conduite aux combats de Brienne et de Montereau, il avait, mérité de nouveaux éloges à Craonne, à Laon, à Fère-Champenoise et sous les murs de Paris. Déjà capitaine depuis deux ans, lors du retour de Napoléon Ier, il défendit énergiquement la place de Mézières pendant l'invasion de 1815.
Ses connaissances étendues dans la fabrication des armes l'avaient fait maintenir pendant longtemps au dépôt central, où, victime de son zèle, il avait perdu l'œil droit dans des expériences sur la position de la lumière des armes portatives. Promu au grade de lieutenant-colonel en 1837, il fut envoyé en qualité de commandant adjoint à l'École de Metz, devint colonel et directeur des poudres en 1840.
Officier de la Légion d'honneur en 1842, Successivement directeur à Montpellier, Saint-Omer et Douai, et inspecteur des manufactures en 1847, il vit récompenser ses quarante années de service par le grade de général de brigade, le 12 juin 1848, et commanda en dernier lieu l'artillerie de la 3e division militaire.
Mis en disponibilité, en raison du mauvais état de sa santé, il est mort à Paris le 19 juin 1850.